# Garo Paylan
Garo Paylan (prononcé [ga.ro pɑj.'lɑn] né le 3 octobre 1972 à Istanbul) est un homme politique turc d'origine arménienne.

## Biographie
Diplômé en administration des affaires de l'université d’Istanbul, il est directeur de plusieurs établissements scolaires arménophones.
Engagé pour une reconnaissance du génocide arménien par la Turquie, Garo Paylan fait l'objet à plusieurs reprises de menaces.
Le 2 mai 2016, lors d'une séance de la commission parlementaire turque, il a été verbalement et physiquement agressé par des députés du Parti de la justice et du développement (AKP)  en raison de ses origines arméniennes et de ses engagements. 
Le 14 janvier 2017, il a déclaré devant les députés que les Arméniens, Assyriens, Grecs et Juifs « avaient fait l'objet d'expulsions, de déplacements par de grands massacres et de génocides » entre 1913 et 1923. Devant les protestations de nombreux parlementaires, il a finalement été interdit de participer aux trois sessions parlementaires suivantes, et des plaintes ont été déposées à son encontre par des citoyens et Arif Köroğlu, un cadre du Parti de la grande unité (BBP). 

## Mandats
- Député du Parti démocratique des peuples (HDP) d'Istanbul III à la 25e législature
- Député du Parti démocratique des peuples (HDP) d'Istanbul III à la 26e législature.